# Крива Береза (Великоустюзький район)
Крива́ Бере́за (рос. Кривая Берёза) — присілок у складі Великоустюзького району Вологодської області, Росія. Входить до складу Зарічного сільського поселення.

## Населення
Населення — 3 особи (2010; 3 у 2002).
Національний склад (станом на 2002 рік):
- росіяни — 100 %